# 五式中戦車
五式中戦車 チリ（ごしきちゅうせんしゃ チリ）は、第二次世界大戦時の大日本帝国陸軍の試作戦車（中戦車）である。

## 概要
設計開発に至る前段階の構想として、1942年（昭和17年）9月、陸軍兵器行政本部研究方針の中で長砲身57mm戦車砲搭載の新中戦車（乙）の存在がある。これは固定式戦闘室の駆逐戦車であったが、方針の変更により長砲身75mm戦車砲搭載の35t級中戦車に要求が引き上げられた。
チリ（チリ車）の具体的な開発は1943年（昭和18年）7月の「兵器行政本部研究方針」の変更により始まる。この変更は独ソ戦におけるドイツ軍とソ連軍の間に発生した戦車戦の状況、両軍の投入した戦車の性能等を分析検討した結果であった。これにより陸軍の戦車開発は、従来の歩兵直協の重視と戦車戦へのある程度の対応から、明確に戦車戦を重視した戦車の開発へと転換された。また各種要目数値に大きな変更が加えられた。中戦車に要求される全備重量は従来の20t級から35t級へと上がり、搭載する主砲口径が57mmから75mmへ、最大装甲厚が50mmから75mmへと増強された。
この最大装甲75mmの由来は、独ソ戦の情報から得たKV重戦車が持つ75mmの前面装甲を参考にしたとも言われ、75mm野砲に耐え、撃破するには88mm砲の水平射撃が必要な数値とされている。（あるいは、ソ連が主用していた76mm級対戦車砲を500mで耐えるものとも言われる。）
1943年6月30日の軍需審議会幹事会での発言内容においては、転換の理由を、新規に開発されたドイツ・ソ連戦車の装甲と火力の目覚ましい強化にあると述べている。従来の陸軍の戦車開発は大量生産に適した観点から研究方針が決められていたが、情勢への対応として、質を絶対視した研究方針へと改正した。戦車砲の最大限度は技術力の限度を考慮して75mmと決定され、火力は従来の研究により射距離1,000mで80mmを射貫可能と報告された。装甲の限度は敏捷性を考慮した上で最大限を要求し、75mm厚が限度であるとされた。行動半径はまずガソリンエンジンの搭載を前提とし、20kmで8時間行動可能であれば可であると構想された。
(この変更の前年である昭和17年10月ごろには、旋回砲塔に搭載可能な火砲の口径は平射用は75mm、曲射用なら105mm級までとし、それ以上の物を旋回砲塔式に搭載する場合、大量生産に適さない特殊なものになるという意見が出されていた。)
なお、同日の軍需審議会では新鋭のソ連重戦車に対しては75mm砲では攻撃力が不足していたため、その対策として、大口径105mm戦車砲（試製十糎戦車砲（長））を旋回砲塔式ではなく固定式に搭載した試製新砲戦車（甲） ホリ（ホリ車）および、105mm対戦車砲（試製十糎対戦車砲）搭載の試製十糎対戦車自走砲 カト（カト車）（対戦車自走砲）の開発も計画されている。チリ車はホリ車・カト車とともに対新鋭戦車の火力戦の中核となるべき存在であった。
設計・製作は第4陸軍技術研究所ほか三菱重工業東京機器製作所が担当した。1943年8月19日、三菱東京機器製作所において会議が行われ、チリ車開発に関し細部の討論が行われた。内容はV型12気筒ガソリンエンジンの採用、エンジンの艤装、整備方法、変速機、操向装置、緩衝機構の型式等である。35tの大重量を動かすため、変速・操向装置に関して意見が集中した。8月28日には4技研で車体構成、半自動装填装置、エンジンの整備方法、変速操向機の確実性、懸架装置と履帯について討論が行われた。9月23日、三菱東京機器製作所でモックアップの模型を用いて討論が行われた。ここでは第一案と第二案が提示された。第一案は約1年で実現できる現実的な内容であった。
第一案の諸元は、全備重量34.8トン（自重29.8トン）、全長6.9m（車体長）、全幅3.12m、全高2.97m。車体前面及び砲塔前面装甲75ミリ、前方斜面部50ミリ、側面35ミリ、上面20ミリ。BMW600馬力水冷ガソリン機関搭載、常用速度40km/h。75ミリ56口径戦車砲1門、37mm戦車砲1門、機銃3挺。車載無線機乙、丙（または甲、乙）であった。第一案の砲塔は後の試作車の砲塔よりも小型であり、後の三式中戦車の砲塔と類似した形状（三式中戦車の砲塔設計の際には、この第一案の設計を流用したともされる。）となっていた。
第二案は従来の欠点の改良、独ソ戦車からの技術の取り入れ、戦訓の活用、大量生産の容易化等を狙った斬新なものとされた。また細部において様々な検討内容が提案された。なお、ファインモールド社長であり、日本軍戦車研究家である鈴木邦宏は、この後のチリ車の試作及び竣工試験に関する資料は発見されず不明瞭としている。
1944年（昭和19年）4月25日の段階で大阪陸軍造兵廠に対し、試製七糎半戦車砲の発注予告が行われた。9月末に4輛分、10月に1輛分である。チリ車の量産予定は1945年（昭和20年）以降とされた。開発担当者の回想によれば、1945年3月19日にチリ車の供覧が行われ、また4技研の資料では同月に富士裾野で走行・発射試験が行われたとされる。
チリ車は1945年3月に完成予定だったが、車体と砲塔がほぼ完成した状態で終戦となった。新鋭中戦車の量産計画は四式中戦車 チト（チト車）に集中し、同年3月29日の整備予定によれば、チリ車量産の予定はなく、主砲の生産も行われなかった。本来、長砲身57mm戦車砲搭載予定のチト車が1944年4月に長砲身75mm砲を搭載するよう開発計画が変更され、本命に格上げされたため、チリ車の軍需動員計画上に挙げられた整備数は、昭和19年度に5輌、昭和20年度に0輌と量産は断念した形になっている。1946年（昭和21年）中の量産予定も無く、第二次大戦中のチリ車の製作は試作1輌のみで終了した。
戦後、本車に興味を示したアメリカ軍により接収され、船でメリーランド州アバディーン性能試験場（1952年10月4日に撮影された、チトなど他の日本軍車両とともに並んでいる映像が残されているので、アバディーンに輸送されたのは確実である） へ輸送され、その後スクラップにされたものと思われる。
- - 「ORD. TECH. INTEL.」と書かれた、五式中戦車チリの車体前面。
- - 「EXP. MODEL HEAVY 45 TONS」と書かれた、五式中戦車チリの車体左側面。

## 構造
チリ車は国産戦車としては多数の新機軸を搭載した、試作戦車としても特に実験的要素の強いものであった。それらは75mmの最大装甲厚、対戦車戦闘を強く意識した口径75mmの長砲身高初速砲、重量級の砲兵装及び砲塔を駆動させる電動式砲塔旋回装置、砲塔バスケット、35tの重量を緩衝し制御しうる足回り、40km/hで走行させるための大出力液冷ガソリンエンジン、重量級の砲弾を人力によらず装填するための半自動装填装置、などである。こうした装備の開発と搭載は、従来の主力中戦車であった九七式中戦車 チハ（チハ車）と比較し、技術的により高い水準を要求されるものであった。
全体的な構造としては、本車は車体後方に機関室、車体中央部に砲塔および戦闘室を設け、車体前方には操縦室、副砲および変速操向機を収容する設計が行われている。大戦中期から後期の時期に、車体前面に副砲を装備する設計は世界的にも異色であった。足回りは全幅600mmの広軌履帯を装備し、片側8個の転輪を装備、これらを蔓巻バネにより懸架して走行時の衝撃等を緩衝している。装甲は全溶接式で組み立てられた。避弾経始の取り入れは設計要項に盛り込まれたが積極的な実現は行われておらず、各装甲面は垂直に近い角度で設計構成されている。多面的な構成の少ない、直線的で一枚板の多い外形は全て溶接で組み立てられた。
チリ車の全長7.307m、全幅3.07m、全高3.049mという寸法、および40t近い全備重量は、国産中戦車としては最大級かつ最も重いものであったが、外地への輸送は大陸方面に限り、当時日本軍の勢力圏にあった大連港などで陸揚げが可能であり、また鉄道輸送限界にかろうじて収まっていた。ただし、逆に言えば鉄道輸送を考慮に入れる限り、これ以上の大型かつ重い戦車の開発は不可能だった上、チリ車の試作車体が完成した段階で輸送する外地はなかった。
武装には、砲塔に半自動装填装置付の試製七糎半戦車砲（長）I型（56口径75mm、初速850m/s）、車体前面左に一式三十七粍戦車砲（46口径37mm、初速780m/s）と双連の九七式車載重機関銃（7.7mm、副砲同軸機関銃）、砲塔左側面に九七式車載重機関銃を備えている。こうした兵装の選定には、75mm級戦車砲の発射速度、装填手の持続的な装填能力の懸念（搭載予定の主砲弾は、総重量が約11kg前後、砲弾全長は約90cm前後あった）から半自動装填装置が装備され、また37mm副砲の搭載が行われたと推測される。

### 砲塔
検討段階では砲安定対策としてジャイロスタビライザーの装備が検討された。ほか、ベルト式弾薬箱、自動弾薬取り出し、砲弾100発以上の携行が検討された。
当初は半自動装填装置を搭載しない第一案があり、実際に搭載された砲塔よりも小型のものが搭載されることになっていた。しかし、実際には、砲架に半自動装填装置を装備し、砲塔後部には主砲弾を収納する第二案を採用したため、大型の砲塔を搭載している。搭載されなかった第一案の砲塔の設計は、その大部分が三式中戦車の砲塔へ流用された。
それまでの日本戦車に比べて巨大化した砲塔（ターレットリング径は約2,000mmとされる）を従来の手動による旋回で操作することは困難であり、旋回は電動モーターによって行われた。また操砲と照準の微調整のため手動旋回も併用された。砲塔内での作業を円滑に行うため、国産戦車としては初めて砲塔バスケットが装備された。砲塔バスケット内には戦車長、砲手、装填手らが配置され、砲塔の回転に合わせ内部装置と共に旋回する。従来の国産戦車のように旋回に合わせて移動する必要が無くなり、操作に要する負担が減った。
外形は後方に長い6角形を成している。砲塔右側面及び左側面の後部にハッチが一箇所ずつ設けられている。また後方から見て砲塔左側面には機関銃ポートが設けられた。後方から見て砲塔上面左側に車長用の司令塔（キューポラ）が設けられている。各部装甲は前面75mm、側後面50mm、上面20mmである。試作車の砲塔内部は、主砲の完成と搭載が遅れたために弾薬搭載位置が決まらない状況で終戦を迎えた。

### 車体
検討段階において、鋼板面積の拡大と継ぎ手の減少、継ぎ手の研究、避弾経始の実施、室内容積の拡大が検討された。
実車の車体形状や砲塔形状はチヌ車に類似し、全面的に溶接を採用している。チト車の砲塔が不慣れな複数の鋳造部品を溶接した構造であるのに対し、本車は砲塔にも鋼板溶接箱組みが採用された。車体は国産戦車としては破格の大きさであり、ドイツ軍のティーガーI並である。直線的な単純面構成であり、従来の国産戦車に比べ生産性も高かった。車体前面の装甲厚は75mm、前面両側部分は50mm、車体側面35mm、後面は35mmから20mm、上面20mm、底面12mmである。後方の機関室にガソリンエンジンを収容し、床下のカルダンシャフトを介して車体前方の操向変速機へ動力を伝達する。操縦室は後方から見て車体前面右側に置かれ、副砲と機関銃は車体前面左側に配置された。車体の座席上面にはそれぞれハッチが設けられている。
本車の避弾経始への配慮は開発当初の目標の一つとして目指されたものの、ドイツ軍のパンターやティーガーII、ソ連軍のT-34、アメリカ軍のM4などのように、車体前面が一枚板の傾斜装甲で構成されていない。これは防御面で不利であった。また車体前面には操向変速機を収容する関係上、点検窓を上面に設けており、ここはボルト留めが用いられていた。これは被弾に対する防弾性能が劣った箇所となった。
なお試作車の装甲は、従来の戦車に使用されていた第一種防弾鋼板や第二種防弾鋼板ではなく、新たに開発された、焼入れによる表面硬化処理鋼板（第三種防弾鋼板）が用いられていた可能性がある。八幡製鉄所ではチリ車の車体・砲塔側面鋼板の焼き入れを行ったが、従来の戦車よりも巨大な鋼板であったためプレスクェンチ法(型でプレスして熱処理の際に発生する鋼板の歪みを防ぐ技術)が使用できず、炉から引き出した35mm鋼板を水で焼き入れした。この際に大きな歪みが発生し、焼き入れを繰り返しても製作はうまく行えなかった。納期に1ヶ月の遅れを生じ、また予定の硬度には達していなかった。

## 攻撃力

### 主砲

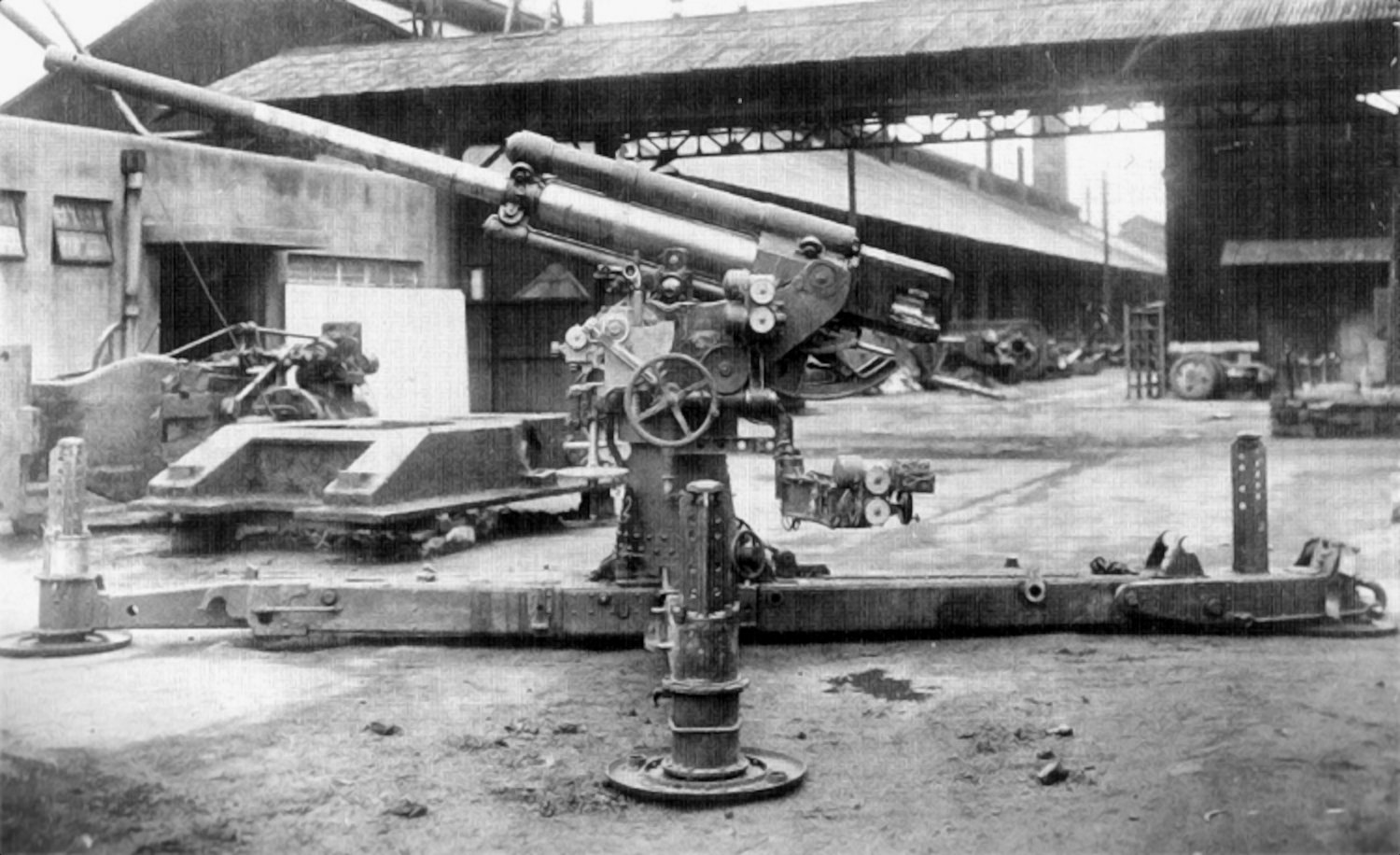
原型となった四式七糎半高射砲

主砲の開発の前段階として、四式七糎半高射砲の存在が上げられる。この高射砲は中国軍が使用していたスウェーデン製ボフォースModel 1929 75mm高射砲を日本軍が鹵獲し、コピー生産したものであった。これをベースに砲身などを流用しつつ戦車砲用に再設計を施し、後座長の短縮等の改良が行われたものが本車に搭載された試製七糎半戦車砲（長）である。ただしModel 1929はドイツ軍の8.8 cm FlaK 18/36/37の原型となったものだが、後者のように大量生産に対応した設計ではなかったため、そのコピーである四式七糎半高射砲からして生産数が70門程と非常に少なく、戦車向けに多数を供給するのは極めて困難であった。
本車用に開発された試製七糎半戦車砲（長）は1944年4月に設計完了、7月に完成し、試験後に装弾機を一部改修した。また、チト車に搭載する為に半自動装填装置を外し、装置の代わりに平衡錘（カウンターウェイト）をつけた試製七糎半戦車砲（長）II型の開発が開始された。II型は後に仮制式制定され五式七糎半戦車砲の制式名称が与えられている。II型以降、元の改修前の試製七糎半戦車砲（長）は試製七糎半戦車砲（長）I型と呼称される。I型は、続く1944年8月の試験において装弾機以外は良好に作動した。11月1日には薬莢抽出と次弾装填の機能不良と判定された。さらに1945年1月に修正機能試験が実施され、薬莢抽出後の次弾装填は良好となった。ただし薬莢抽出の良否により作動しない場合もあり、なお不安定だった。1945年3月7日には1945年及び1946年生産予定の砲を全てII型とする事が決定された。1945年3月24日、I型の総合試験を富士演習場で行う予定が立てられたが、以後、開発は停止状態となった。なお同年3月には、I型の砲架を三式中戦車 チヌ（チヌ車）の砲塔に適合するよう改修が行われている。
試製七糎半戦車砲（長）は現物が2門しかなく、1門は装弾機を除去したチト車用のII型に改造され、残り1門はI型として本車用に改修が続けられたが、半自動装填装置の開発に手間取り、そのため終戦時まで試作車は主砲を装備できていない状態だった。

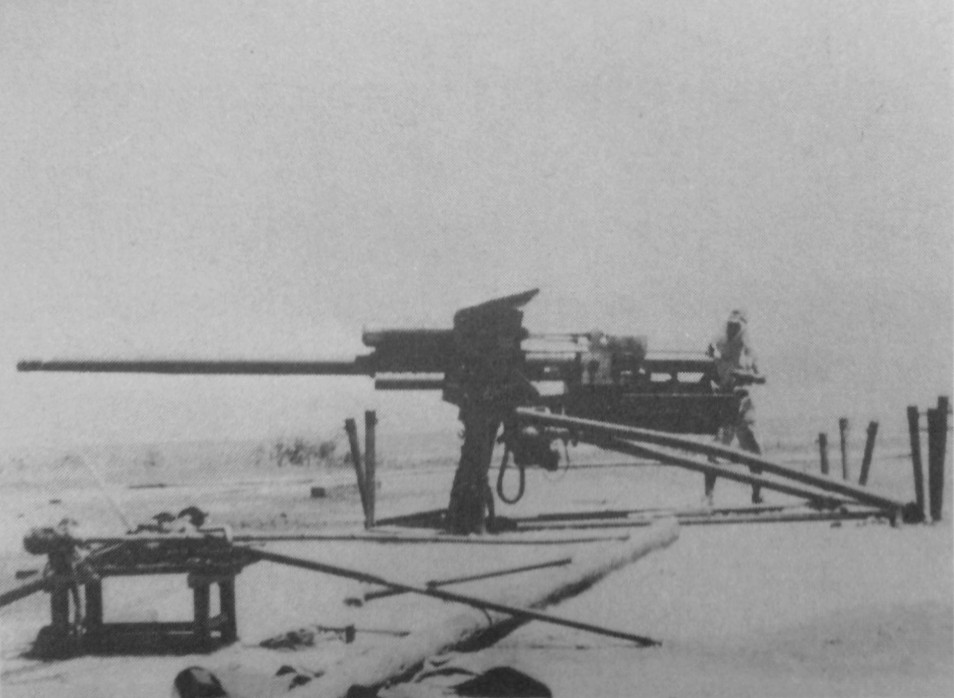
試製七糎半戦車砲（長）I型。試製七糎半戦車砲（長）II型との大きな違いとして半自動装填装弾機が装着されている

弾種は一式徹甲弾（弾量6.615kg）および四式榴弾が予定された。また試製七糎半対戦車自走砲 ナト（ナト車）と弾薬が共用であり四式徹甲弾も存在する。
試製七糎半戦車砲（長）I型の竣工時、1944年7月25日での諸元は以下の通りである。全備重量2284.2kg、うち砲身重量790kg、装弾機重量275.398kg。また1944年9月1日の試験では砲の全備重量2185kg、高低射界+20度から-10度であり、俯仰ハンドルは10kgから15kgの力で動かされた。発砲の際には発射薬1.95kgを燃焼させ、6.25kgの弾頭を865.3m/sで撃ち出した。腔圧は2665kg/平方cmである。発砲すると砲身が385mm後退し、反動を吸収した。後退から復座までに要する時間は0.9秒である。装甲貫通目標値は射距離1,000mで75mmであった。
陸上自衛隊幹部学校戦史教官室の所蔵資料である近衛第3師団の調整資料「現有対戦車兵器資材効力概見表」によると、七五TA（75mm対戦車砲を意味する帝国陸軍の軍隊符号）の徹甲弾は、射距離1000m/貫通鋼板厚100mmとなっている（射撃対象の防弾鋼板の種類や徹甲弾の弾種は記載されず不明）。
また、1944～1945年作成と思われる陸軍大学校研究部の資料によると、「試製75粍対TK砲（試製75mm対戦車砲）」は、1種：射距離300m/貫通威力118mm、1種：射距離400m/貫通威力115mm、1種：射距離500m/貫通威力112mm、2種：射距離300～500mの研究未了、となっている。
1945年4月に陸軍機甲本部が刊行した『対戦車戦闘の参考（戦車関係）補遺』によれば、鋳鋼板（耐弾効力は圧延合金鋼板より概ね20～25％劣る） を対象にした場合の五式七糎半戦車砲（長）の装甲貫徹力は命中角90度だと、射距離100mで200mm、射距離400mで180mm、射距離650mで160mm、射距離1,000mで140mm、射距離1,600mで100mm、射距離2,500mで60mmとなっている。仮想敵戦車の鋳造鋼板に対する有効射距離は、M4中戦車の車体前面上部65mm（35度）で300～500m、車体前面下部65mm（傾斜が少なく直角に近い部分）では2000m以上でも貫通、Mk.IV歩兵戦車チャーチルの砲塔前面100mm（90度）や車体前面上部84+13mm（90度）では1,500mとされている。なお戦車搭載火砲効力概見表の弾種は一式徹甲弾で、タングステン・クロム鋼の特甲やニッケル・クロム鋼の特乙ないし無炸薬の四式徹甲弾を使用させた際の数値は不明である。
七五TAに該当するものにナト車の試製七糎半対戦車砲がある。これはチリ車の試製七糎半戦車砲(長)I型と弾薬は共通、ほぼ同一の砲身（56口径、砲身長4,230mm）である。

#### 88mm砲論争
五式七糎半戦車砲の後に、攻撃力強化のため九九式八糎高射砲（45口径88mm、初速800m/s、最大射高10000m。支那事変で大量に鹵獲したクルップ製海軍用高射砲8.8 cm SK C/30（写真）を原型とした陣地固定式高射砲であり、8.8 cm FlaK 18/36/37とは別物）をそのまま、または戦車砲に改修して搭載する案があったという説もあるが、この説を裏付ける公式な開発計画や設計資料が存在せず、現在では日本国内には（新資料が出てこない限り）否定派が主流である。
しかし、海外では88mm砲搭載説が主流である。駐退器を砲塔前面に出し、鹵獲した8.8 cm FlaKをそのまま砲塔に搭載する（新規に技術開発や設計を必要としない鹵獲兵器を流用した）スタイルでゲームなどによく登場する。なお、近衛第三師団資料「現有対戦車兵器資材効力概見表」によると、九九式八糎高射砲の徹甲弾は、射距離500mで貫通鋼板厚120mmという性能である（射撃対象の防弾鋼板の種類や徹甲弾の弾種は記載されず不明である。同砲用としては一式徹甲弾、及び四式徹甲弾があった。）。九九式八糎高射砲の砲弾重量は完全弾薬筒(弾頭+装薬+薬莢)の状態でも14.7kgであり、九一式十糎榴弾砲等の徹甲弾弾頭(約16kg)よりも軽く、戦闘室内でも装填作業が著しく困難になるほどの重量ではないと推測される。反面、砲身重量は1,250kgと試製七糎半戦車砲（長）I型の約1.6倍である。仮に容積その他の問題なく換装できたとしても、発射反動の増大も含め砲塔にかかる負荷は全く異なることが予想される。

### 副砲
本車の特徴として、副砲として車体前面左側に限定旋回式に据え付けられた一式三十七粍戦車砲があげられる。この副砲は設計の検討段階で搭載が策定されたものだった。
一式三十七粍戦車砲は二式軽戦車 ケト（ケト車）の主砲として1943年7月に開発された。一〇〇式三十七粍戦車砲（九八式軽戦車 ケニ（ケニ車）の主砲用、約46口径、一式徹甲弾使用時の初速700m/s）の性能向上型であり、薬室を拡大、各部を強化して、一式三十七粍砲と弾薬の互換性があった。九七式車載重機関銃（連装用）1挺を副砲の左側に、副砲と対になるように装備していた。
副砲の砲手と銃手は1名が兼任する。横に並んだ砲と重機関銃の間に旋回軸があり、照準は肩当てで素早く行えた。九七式車載重機関銃（連装用）は普通の九七式車載重機関銃と異なり、反動を抑えるために銃口制退器が付いていた。
本車に副砲を搭載した主目的は、装填間隔が長く取り回しに難のある主砲に代わり、不意遭遇した敵火点、対戦車砲、歩兵等の脅威を除去するためであり、大口径の車体前面機関銃のような役目を担っていた。詳細な理由については「主砲弾の節約の為。非装甲車輌、軽装甲車輌、機関銃陣地、対戦車砲、歩兵制圧目的なら37mm砲でも充分」とする説、「主砲弾の装填中、砲撃の間隙を埋めるため。主砲が大口径化すると発砲間隔が長くなる傾向がある。装填作業は37mmの砲が速いから」とする説など様々である。また、開戦前の一時期、世界的に流行した多砲塔戦車的な発想を指摘する説もある。いずれの説にしても、主砲の装填時間の長さと大重量から来る鈍重さを補うための武装であるという見解では一致している。

## 機動力

### エンジン

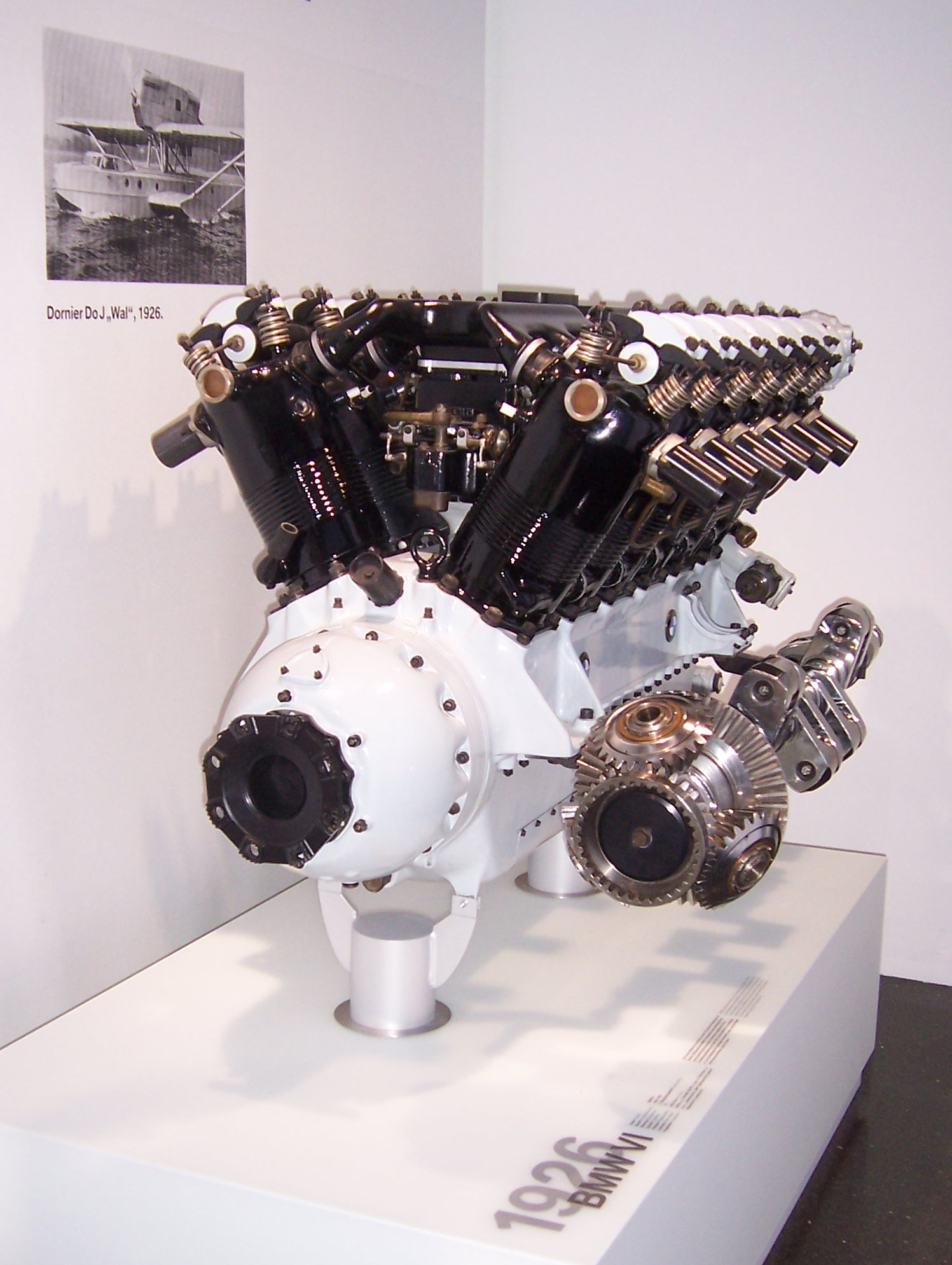
原型となったBMW VIエンジン

エンジンは大馬力空冷ディーゼルエンジンを開発出来なかったため、航空機用（九八式軽爆撃機に搭載）としては旧式化して余剰となっていた、ハ9-II乙「川崎九八式八〇〇馬力発動機」（液冷V型12気筒）を550hpにデチューンして（もしくは、デチューンではなく、元の航空機用エンジンから、機械式過給機を取り外したことと、戦車用のインタークーラーの駆動に差分出力のいくらかを消費することによる、出力低下の可能性もある）流用している。「BM機」とも呼称される。
五式戦車開発第1回会議時に「発動機は航空機用のハ9（九五式800馬力発動機（※注：実際に用いられたのは同系統の九八式である））を戦車用に改造したものを使用することが決定している」と説明され、第2回会議時に「発動機はヂーゼル（ディーゼル）を用いたいのだが500～600馬力の手頃な物が無いのでBMWを用いることにした」と追加説明されている。
ディーゼルエンジンよりも小型化が図られたために、燃料の携行能力が増加した。行動能力は180kmから200kmである。
ハ9の先祖はドイツのBMW製航空ガソリンエンジンBMW VIであり、ソ連のBT-7やT-28、T-35で使われた450hpのM-17Tや500hpのM-17Mと同系統といえる。
本車の車体後面はハッチ（ドア）になっており、後面上部は観音開き、後面下部は下方に開き、エンジンを後方に引き出して簡単に整備できるようになっていた。これはM3軽戦車に倣ったものであった。因みに、このリアハッチは、M2軽戦車から始まり、M2中戦車やM3中戦車やM4中戦車にも付いている、当時のアメリカ戦車の標準仕様である。

### 操向装置
設計の検討段階で三菱は無クラッチ操向変速機を提案した。これはオートマチック変速機と同様の構造を持ち、操縦性、整備性、資源節約が期待された。実車は乾式クラッチ、変速機にはシンクロメッシュ、操向装置には油圧サーボを導入し、これらを合わせて本車は軽快に走行したという。最高速度は42km/hを目標とした。

### サスペンション
設計検討段階では従来のシーソーバネ方式、トーションバー方式、垂直置きのコイルバネ方式などが検討された。最終的に実車には技術の蓄積が有り、生産設備の整っているシーソーバネ方式が用いられた。転輪は片側8個である。これは直径58cmの車輪を複列に組んで、ひとつの転輪を作ったものである。上部転輪は3個配置された。
サスペンションはトーションバーを製造できなかった為、水平コイル・スプリングを使用した日本戦車伝統の平衡式連動懸架装置を片側に2組設置していた。外形としてはバネを内蔵した筒を、車体側面に地面と水平に取り付けており、この筒の両端からは転輪へとつながるアームが伸びている。アームは転輪2個と接続し、走行時の衝撃を伝達する。緩衝機能は転輪2個を1組として作動し、バネを内蔵した筒の両端から接続した転輪4個が懸架の1ブロックとなった。懸架装置の技術はドイツと比べ古いものであったが、信頼性は高く、自重37t程度の車体を支えるには充分であった。ただしスプリングが破損すると、構造上1ブロック全てのサスペンションが機能しなくなる弱点があった。
履帯は35tの重量を支え、また主砲発砲の衝撃を吸収するために幅広のものが用いられた。履帯幅は600mmであり、設計当初、接地圧は0.6から0.7kg/cm2が目指された。最低地上高は40cm、超壕能力は3.0m、徒渉水深は1.2m、登坂能力は2/3であった。

## 派生型

### チリII
エンジンを過給機付き500hp空冷ディーゼルエンジンに変更したもの。計画段階で終わっている。
図面ではチリIIの砲塔はチヌ車砲塔（増厚装甲型）と同じ形状の溶接砲塔である。
なお、戦後アメリカ海軍によって行われた日本の軍用ディーゼルエンジン調査報告書によれば、チト車の「四式ディーゼルエンジン(400hp)」の項目にて、過給機のブースト圧が320mmHg（ミリマーキュリー）の場合500hpを発揮したと記載されており、この500hpエンジンはチリIIなどに搭載するために試作開発された、過給機装備の「四式ディーゼルエンジン」の可能性がある。また同資料では、アメリカ陸軍が追試験のため本国に「四式ディーゼルエンジン」を輸送したと記載されているがその後の消息は不明である。
原乙未生陸軍中将は自著『機械化兵器開発史』90頁にて、「4式V12エンジン（原文表記による）」を過給機無しで400hp、過給機を付けた試製エンジンを500hpとしている。

### ホリ
試製新砲戦車（甲） ホリ（ホリ車）

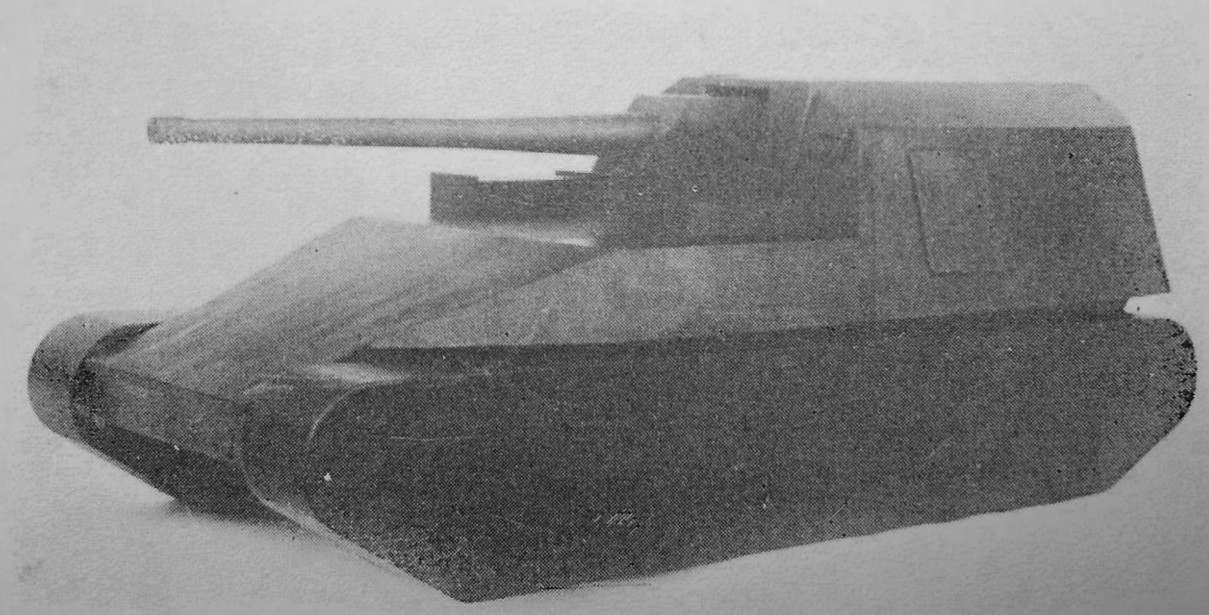
試製新砲戦車（甲）ホリI傾斜装甲型の木型模型

チリ車の車体を流用し、試製十糎戦車砲（長）を搭載、前面装甲厚125mm、側面25mmの重装甲、全備重量40tの固定戦闘室形式の車輌開発計画が存在した。
ホリ車計画案にはホリIとホリIIがある。ホリIはドイツ軍のエレファント重駆逐戦車に似た形状であり、ホリIIは同じくヤークトティーガー重駆逐戦車に擬似している。
ホリ車も整備計画数は昭和19年度の5両のみで、母体であるチリ車同様に実戦部隊に配備される可能性は潰えていた。なお、主砲は試作砲が完成しまた実用化の粋に達していたものの、車体は製作途中で終戦を迎えため未成に終わっている。

## 登場作品

### 小説
『日本本土決戦』
物語の前半、九州南部でオリンピック作戦を迎え撃つ日本陸軍の装備として登場。なお、資料が充分にない時代（1981年）に執筆された作品のため、作中に登場する車両の各種のスペックは現在知られているものとは異なっており、四式中戦車との混同が見られる。
最初に出版されたカッパ・ノベルス版にはイラストも掲載されており、これは、アメリカ軍が終戦時に撮影した有名な写真（本項目の冒頭にて用いられているもの）を参考に作画されている。

### ゲーム
『HiddenStrokeII』
九九式八糎高射砲を搭載した日本の重戦車「Type 5 Chi-Ri」として登場。
『HiddenStrokeIII』
九九式八糎高射砲を搭載した日本の重戦車「Type 5 Chi-Ri」として登場。
『Men Of War.Assault Squad』
九九式八糎高射砲を搭載した日本の重戦車「Type 5 Chi-Ri」として登場。
『R.U.S.E.』
日本の重戦車として登場。
『War Thunder』
日本陸軍ツリーの中戦車としてエンジン強化型の「五式中戦車II　Chi-Ri II」が登場。半自動装填装置が再現されている。なお、アップデートにて通常の「五式中戦車　Chi-Ri」に改められた。
『World of Tanks』『World of Tanks Blitz』
日本中戦車「Type 5 Chi-Ri」として開発することで使用可能。
搭載できる三種の砲は全て「7.5cm Tank Gun Type5」の名を持つが、内一種が「Autoloading（自動装填）」砲となっている。